# Джаст-Рум-Энаф-Айленд
Джаст-Рум-Энаф-Айленд (англ. Just Room Enough Island), также известный как Хаб-Айленд (англ. Hub Island) — остров, являющийся частью архипелага Тысяча островов, территориально принадлежащий штату Нью-Йорк, США. Остров известен тем, что является наименьшим по площади (310 м2) обитаемым островом. С 1950-х годов Джаст-Рум-Энаф-Айленд принадлежит семье Сайзленд. На острове расположены одноэтажный дом, дерево, кустарники и небольшой пляж.

## История
В 50-х годах XX века остров был приобретён семьёй Сайзленд, которая построила на нём частный дом.

## География
Джаст-Рум-Энаф-Айленд расположен на реке Святого Лаврентия между островами Харт-Айленд и Эмпириал-Айл, близ границы между Канадой и США.